# Municipalità di Akhalkalaki
La municipalità di Akhalkalaki (in georgiano ახალქალაქის მუნიციპალიტეტი?) è una municipalità georgiana di Samtskhe-Javakheti.
Nel censimento del 2002 la popolazione si attestava a 60.975 abitanti. Nel 2014 il numero risultava essere 45.070.
La città di Akhalkalaki è il centro amministrativo della municipalità, la quale si estende su un'area di 1.235 km².

## Popolazione
Dal censimento del 2014 la municipalità risultava costituita da:
- Armeni, 92,90%
- Georgiani, 6,84%
- Russi, 0,12%

## Luoghi d'interesse
- Akhalkalaki
- Tirkna
- Fortezza di Abuli
- Cattedrale di Kumurdo